# Carl Bernstein
Carl Bernstein (ur. 14 lutego 1944 w Waszyngtonie) – amerykański dziennikarz, pochodzenia żydowskiego, który wraz z Bobem Woodwardem pisał dla gazety The Washington Post artykuły na temat afery Watergate, co w konsekwencji doprowadziło do dymisji prezydenta Stanów Zjednoczonych Richarda Nixona. Za swój wkład w wykrycie skandalu otrzymał wiele nagród; dzięki jego pracy The Washington Post otrzymał nagrodę Pulitzera w 1973 roku.

## Życiorys
Bernstein ukończył Montgomery Blair High School w Silver Spring (Maryland).
Bernstein opuścił The Washington Post w 1976 roku. Pracował jako korespondent dla stacji ABC, uczył na Uniwersytecie Nowojorskim i pracował dla Time'a. W 1982 wrócił do Posta, gdzie zajął się prowadzeniem śledztw dziennikarskich, pracując na stanowisku zastępcy redaktora naczelnego.  Gdy w 1996 ujawnił, że w latach 1981-1982 USA (CIA) przeznaczyło dla podziemnej Solidarności 50 milionów dolarów, Janusz Pałubicki zarzucił mu, że świadomie przytacza dane w taki sposób, aby nie można było ich sprawdzić.

## Publikacje
Bernstein jest autorem dwóch książek napisanych wspólnie z Bobem Woodwardem: Wszyscy ludzie prezydenta, szczegółowo opisującej sukcesy i porażki podczas ich dziennikarskiego śledztwa odsłaniające kulisy ukrywanego skandalu, oraz „Ostatnie dni”, opisująca ostatnie miesiące prezydentury Nixona. Jest również współautorem książki „Jego Świątobliwość: Jan Paweł II i historia naszych czasów” napisanej z Marco Politim. Publikacja ta wydana w 1996 w USA i w 1997 w Polsce, wywołała nad Wisłą ostry sprzeciw. Po tym jak w maju 2005 roku wyszły na jaw informacje o tożsamości „Głębokiego Gardła” – tajemniczego informatora Woodwarda, Bernstein zaczął współpracować z Woodwardem nad książką „Tajemniczy człowiek” – opowiadającą o współpracy Woodwarda z Markiem Feltem.
W kwietniu 2006 Bernstein opublikował artykuł w magazynie Vanity Fair, wzywający Senat Stanów Zjednoczonych do przeprowadzenia śledztwa w sprawie prezydentury George’a W. Busha.

## W kulturze
Drugą żona Carla Bernsteina była Nora Ephron; postać z jej książki i filmu pt. „Heartburn” to dokładny portret Bernsteina. Postać jego osoby została również ukazana w filmie Wszyscy ludzie prezydenta, Bernsteina zagrał Dustin Hoffman.

## Cytaty
1. "Media mają większą siłę niż instytucje rządowe, ale my ją marnujemy"
2. "Właśnie tworzymy coś, co zasługuje na miano kultury idiotów. Nie subkultury, o której się mamrocze i która może jedynie zapewnić nieszkodliwą zabawę, ale o samej kulturze. Po raz pierwszy osobliwość, głupota i chamstwo stają się naszą kulturową normą, co więcej ideałem, do którego dążą miliony."